# Vyšný Čaj
Vyšný Čaj est un village de Slovaquie situé dans la région de Košice.

## Histoire
Première mention écrite du village en 1335.
La localité fut annexée par la Hongrie après le premier arbitrage de Vienne le 2 novembre 1938. En 1938, on comptait 384 habitants. Elle faisait partie du district de Füzér-Gönc (hongrois : Füzér-gönci járás). Le nom de la localité avant la Seconde Guerre mondiale était Vyšní Čaj. Durant la période 1938 -1945, le nom hongrois Felsőcsáj était d'usage. À la libération, la commune a été réintégrée dans la Tchécoslovaquie reconstituée.

## Démographie

### Évolution de la population
| Année:               | 1994. | 2004.    | 2014.   | 2024.   |
| -------------------- | ----- | -------- | ------- | ------- |
| Nombre de personnes: | 269   | 301      | 295     | 317     |
| Différence:          |       | +11,89 % | -1,99 % | +7,45 % |

| Année:               | 2023. | 2024.   |
| -------------------- | ----- | ------- |
| Nombre de personnes: | 318   | 317     |
| Différence:          |       | -0,31 % |